# Западная провинция (Шри-Ланка)
За́падная прови́нция (синг. බස්නාහිර පළාත Basnahira Palata, там. மேற்கு மாகாணம் Mael Maakaanam) — наиболее плотно населённая провинция Шри-Ланки. Административный центр — Коломбо, крупнейший город страны. Население — 5 837 294 человек (2012 год).

## География
Площадь провинции составляет 3684 км². Площадь суши — 3593 км². Площадь водной глади — 91 км².

## Административное деление
Административно делится на 3 округа:
- Коломбо
- Гампаха
- Калутара